# Football Club Dallas
O Football Club Dallas, ou apenas FC Dallas, é um clube profissional de futebol dos Estados Unidos com sede em Frisco, Texas. Fundado em 14 de abril de 1996 como Dallas Burn, o time joga na Major League Soccer (MLS). É um dos clubes mais antigos da liga.

## Clássicos

### FC Dallas x Chicago Fire
Brimstone Cup
A rivalidade mais antiga do FC Dallas é com o Chicago Fire. Desde 2001 eles competem pela Brimstone Cup, que vai para o time que vencer a série entre eles.

### FC Dallas x Houston Dynamo
Texas Derby
Em 2005, o San Jose Earthquakes foi colocado "em espera" e o time foi relocado para Houston, gerando uma nova rivalidade entre Houston Dynamo e FC Dallas (que ficam no mesmo estado, Texas). Os dois clubes jogam pelo Clássico do Texas, chamado de Texas Derby|El Capitain. Uma taça vai para o time mais regular da temporada (entre os 2).

### FC Dallas x Colorado Rapids
Recentemente, uma grande rivalidade surgiu entre torcedores e jogadores do FC Dallas e do Colorado Rapids, devido a alguns comentários de torcedores e jogadores do Colorado Rapids.

## Títulos
| NACIONAIS      | NACIONAIS          | NACIONAIS | NACIONAIS  |
|                | Competição         | Títulos   | Temporadas |
| -------------- | ------------------ | --------- | ---------- |
|                | Supporters' Shield | 1         | 2016       |
| Estados Unidos | U.S. Open Cup      | 2         | 1997, 2016 |
| REGIONAIS      |                    |           |            |
|                | Competição         | Títulos   | Temporadas |
| Estados Unidos | Conferência Oeste  | 1         | 2010       |

### Outros troféus
- Brimstone Cup (8): 2002, 2004, 2005, 2006, 2007, 2008, 2010, 2011
- Texas Derby (5): 2008, 2010, 2013, 2014, 2015
- Lamar Hunt Pioneer Cup (2): 2010, 2011
- Walt Disney World Pro Soccer Classic (1): 2011

### Campanhas de destaque
- MLS Cup: 2º lugar - 2010
- US Open Cup: 2º lugar - 2005, 2007
- MLS Supporters' Shield: 2º lugar - 2006; 3º lugar - 1999, 2002; 4º lugar - 1996, 2010, 2011
- MLS Reserve Division: 4º lugar - 2005

## Elenco atual
- Atualizado em 05 de abril de 2025. [2]

Legenda
- : Capitão

## Uniformes

### 1º Uniforme
| 2006–2007 | 2008–2009 | 2010–2011 | 2012–2013 | 2014–2015 | 2016–2017 | 2018–2019 | 2020–2021 | 2022–2023 |

### 2º Uniforme
| 2006–2007 | 2008–2009 | 2010–2012 | 2013–2014 | 2015–2016 | 2017–2018 | 2019–2020 | 2021–2022 |

### Uniforme Alternativo
| 2016–2017 | 2017–2018 | 2019–2020 |